# فيرنون تايلور
فيرنون تايلور (بالإنجليزية: Vernon Taylor)‏ هو مغني أمريكي، ولد في 9 نوفمبر 1937.

## وصلات خارجية
- فيرنون تايلور على موقع ميوزك برينز (الإنجليزية)
- فيرنون تايلور على موقع ديسكوغز (الإنجليزية)